# Wacław Żejma
Wacław Bolesław Żejma, także Zejma (ur. 9 kwietnia 1887 w Radomiu, zm. 22 października 1949 w Londynie) – polski inżynier, komandor Marynarki Wojennej.

## Życiorys
Urodził się 9 kwietnia 1887 w Radomiu, w rodzinie Tadeusza (1857–1910) i Julii z Błędowskich. Miał siostrę Irenę Ludwikę po mężu Grabowską (1894–1939). Ukończył studia z tytułem inżyniera.
Po odzyskaniu przez Polskę niepodległości został przyjęty do Marynarki Wojennej Wojska Polskiego. Został awansowany do stopnia komandora porucznika w Korpusie Technicznym ze starszeństwem z 1 czerwca 1919. W 1923 służył w Dowództwie Flotylli Wojennej Pińskiej. W późniejszych latach 20. oraz 30 służył w Służbie Technicznej Kierownictwie Marynarki Wojennej. Został awansowany do stopnia komandora ze starszeństwem z 1 stycznia 1932. W 1932 był p.o. zastępcy szefa KMW oraz szefem Służby Technicznej KMW.
Po wybuchu II wojny światowej, kampanii wrześniowej i agresji ZSRR na Polskę z 17 września 1939 został zatrzymany przez sowietów i wraz z grupą polskich oficerów został przewieziony do Równego. Był osadzony w obozie w Kozielsku. Wiosną 1940, gdy większość polskich jeńców stała się ofiarami zbrodni katyńskiej, nie został skierowany do miejsca kaźni (łącznie trzech oficerów z obozu kozielskiego uniknęło tego losu, także kmdr Stanisław Dzienisiewicz i kom. por. Julian Ginsbert). Wówczas z garstką ocalonych został przewieziony do obozu w Pawliszczew Borze, a następnie do obozu jenieckiego NKWD w Griazowcu. Na mocy układu Sikorski-Majski z 30 lipca 1941 odzyskał wolność, po czym wstąpił do formowanej w Tockoje i Buzułuku Armii Polskiej w ZSRR gen. Władysława Andersa. Drogą przez Murmańsk dotarł do Wielkiej Brytanii. Stamtąd razem z kmdr. Stanisławem Dzienisiewiczem został przewieziony do Murmańska, gdzie 20 stycznia 1942 zaokrętował się na brytyjski krążownik HMS Trinidad, po czym dotarł do Wielkiej Brytanii w lutym 1942.
Od 1923 był mężem Heleny z Kowalskich (1891–1988). Mieli dwóch synów: Wacława (1924–1997) i Wojciecha Romana (1926–1991).
Zmarł 22 października 1949 w Londynie i został pochowany na cmentarzu East Sheen w Middlesex.

## Ordery i odznaczenia
- Krzyż Oficerski Orderu Odrodzenia Polski
- Złoty Krzyż Zasługi (2 sierpnia 1928)[17]